# Wohn- und Wirtschaftsgebäude An der Imbäke 18
Das Wohn- und Wirtschaftsgebäude An der Imbäke 18 in Hude-Nordenholzermoor, außerhalb und südlich des Ortskernes, wurde um die Mitte des 19. Jahrhunderts gebaut.
Das Gebäude steht unter Denkmalschutz (siehe auch Liste der Baudenkmale in Hude (Oldenburg)).

## Geschichte
Das eingeschossige giebelständige Zweiständerhallenhaus auf einer Warft in Fachwerk mit Steinausfachungen, mit reetgedecktem Krüppelwalmdach und Niedersachsengiebel mit Uhlenloch, niedersächsischen Pferdeköpfen  sowie beidseitig späteren Schleppgauben, wurde 1829 gebaut. Die Konstruktion mit Unterrähmgefüge ist nahezu vollständig erhalten sowie die originale Raumstruktur erkennbar.
Weitere nicht denkmalgeschützte Nebengebäude stehen auf dem Hof.
Das Niedersächsische Landesamt für Denkmalpflege befand: „… geschichtliche Bedeutung … als beispielhaftes Fachwerkhallenhaus …“